# Virginia Schau
Virginia M. Schau (23 de febrero de 1915 – 28 de mayo de 1989), estadounidense famosa por ser la primera mujer y segunda fotógrafa amateur en ganar el premio Pulitzer de Fotografía, el cual fue otorgado en 1954. La fotografía ganadora del premio fue tomada en Redding, California, y fue titulada "Rescue on Pit River Bridge"(Rescate en el Puente del río Pit).